# Lega dei Socialdemocratici di Voivodina
La Lega dei Socialdemocratici di Voivodina (Лига социјалдемократа Војводине,ЛСВ-LSV) è un partito politico parlamentare in Serbia di orientamento socialdemocratico e autonomista-federalista.
LSV fu creata il 14 luglio 1990 a Novi Sad. Presidente e cofondatore di LSV fu Nenad Čanak. L'obiettivo principale è la creazione di una "Repubblica della Voivodina" non indipendente, ma come entità federata all'interno della Serbia.
Alle elezioni parlamentari del 2007 formò la lista LDP-GSS-SDU-LSV-DHSS/Jovanović Presidente ottenendo 4 seggi nell'Assemblea Nazionale di Serbia.
Nelle elezioni parlamentari del 2008 la Lega aderì invece alla coalizione Per una Serbia Europea, ottenendo 5 seggi nell'Assemblea.
Nelle elezioni parlamentari del 2012 LSV si presentò nelle liste del Partito Democratico confermando 5 seggi.
Alle elezioni parlamentari del 2014 si è alleata con il Nuovo Partito Democratico-Verdi di Serbia, ottenendo 6 seggi.
Alle elezioni parlamentari del 2016 in coalizione con SDS e LDP ha conquistato 4 seggi.